# لیگ اروپا ۱۶–۲۰۱۵
لیگ اروپا ۱۶–۲۰۱۵ چهل و پنجمین دوره از مسابقات فوتبال باشگاه‌های ثانویه برتر اروپا و هفتمین دوره لیگ اروپا از زمانی‌که به این نام تغییر نام داد خواهد بود. دیدار نهایی در ورزشگاه سنت یاکوب پارک شهر بازل سوئیس برگزار شد که در نهایت تیم سویا توانست با شکست تیم لیورپول قهرمان این دوره از رقابت‌ها شد.

## مرحلهٔ حذفی

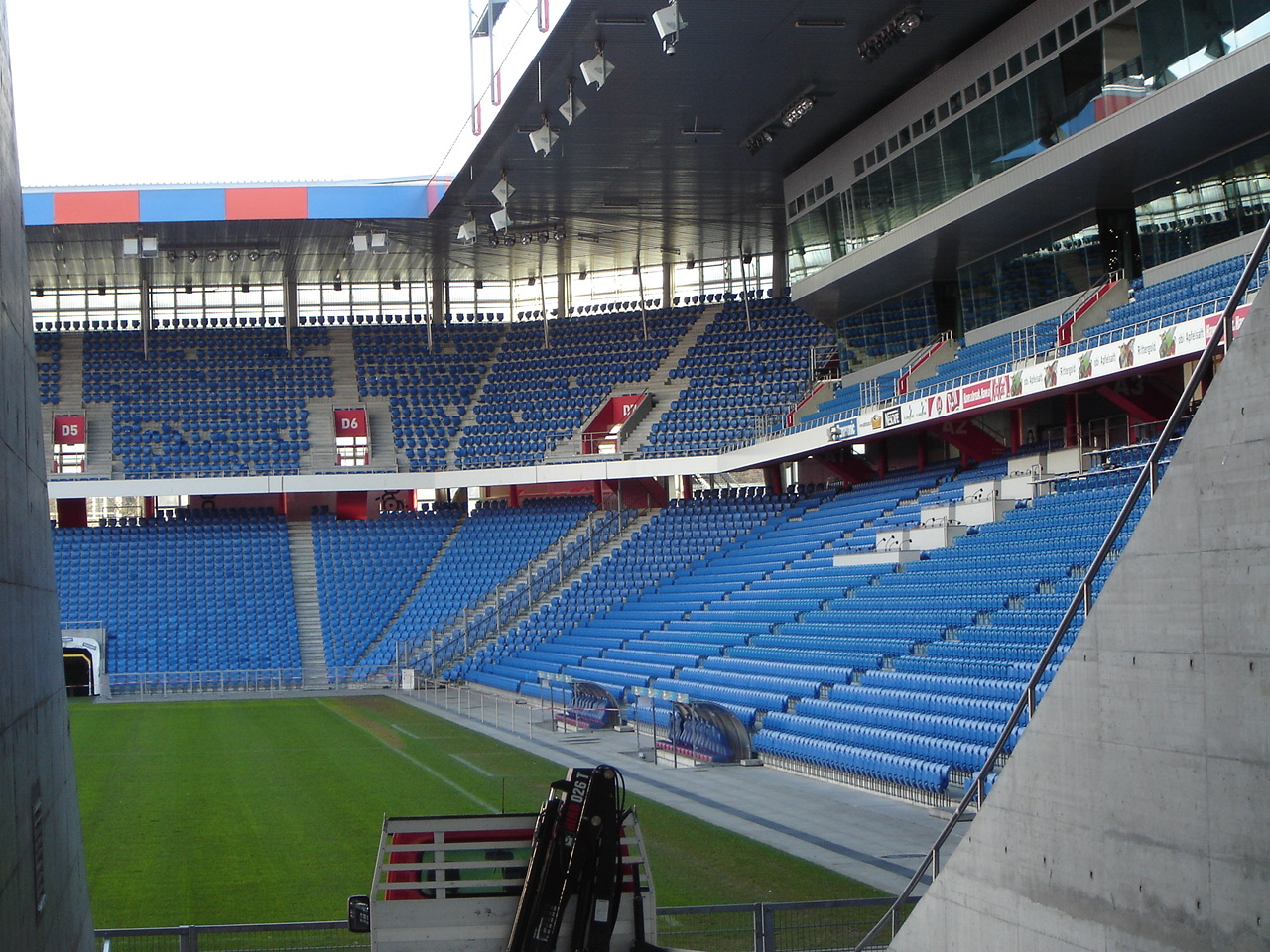
Inner view of the St. Jakob-Park (FC Basel stadium

در این مرحله هر تیم راه یافته (به جز بازی فینال) دو بازی رفت و برگشت انجام خواهد داد که در صورت برنده شدن در مجموع بازی‌ها به دور بعد راه می‌یابد. در صورت تساوی در مجموع بازی‌های رفت و برگشت دو تیم، گل زدهٔ بیشتر در خانهٔ حریف مشخص می‌کند کدام تیم به مرحلهٔ بعد راه می‌یابد و در صورت تساوی گل‌های زده در خانهٔ حریف، کار به ۲ وقت اضافهٔ ۱۵ دقیقه‌ای (در مجموع ۳۰ دقیقه) می‌کشد، و در پایان این وقت اضافه در صورت تغییر نکردن نتیجه، ضربات پنالتی تیم برنده را مشخص می‌کند.

### یک‌چهارم نهایی
۸ تیم راه‌سافته از مرحلهٔ قبل برحسب قرعه دو به دو در مقابل هم قرار می‌گیرند و در قالب دو بازی رفت و برگشت با هم رقابت می‌کنند. قرعه کشی این مرحله ۱۸ مارس ۲۰۱۶ برگزار شد؛ دور رفت بازی‌ها ۷ آوریل و دور برگشت ۱۴ آوریل ۲۰۱۶ برگزار شد.
| تیم ۱           | نتیجه نهایی | تیم ۲         | بازی رفت | بازی برگشت |
| --------------- | ----------- | ------------- | -------- | ---------- |
| براگا           | ۶–۱         | شاختار دونتسک | ۴–۰      | ۲–۱        |
| ویارئال         | ۳–۶         | اسپارتا پراگ  | ۲–۴      | ۱–۲        |
| اتلتیک بیلبائو  | ۳–۳ (۵–۴ پ) | سویا          | ۱–۲      | ۲–۱ (و. ا) |
| بروسیا دورتموند | ۵–۴         | لیورپول       | ۴–۳      | ۱–۱ (و. ا) |

### نیمه نهایی
۴ تیم راه‌یافته از مرحلهٔ قبل برحسب قرعه دو به دو در مقابل هم قرار می‌گیرند و در قالب دو بازی رفت و برگشت با هم رقابت می‌کنند. قرعه کشی این مرحله ۱۵ آوریل ۲۰۱۶ برگزار شد؛ همچنین با یک قرعه‌کشی همزمان مشخص می‌شود برندهٔ کدام بازی به عنوان میزبان بازی نهایی این رقابت‌ها شناخته شود. دور رفت بازی‌ها ۲۸ آوریل و دور برگشت آن‌ها ۵ مه برگزار شد.
| تیم ۱         | نتیجه نهایی | تیم ۲   | بازی رفت | بازی برگشت |
| ------------- | ----------- | ------- | -------- | ---------- |
| شاختار دونتسک | ۵–۳         | سویا    | ۳–۱      | ۲–۲        |
| ویارئال       | ۳–۱         | لیورپول | ۳–۰      | ۰–۱        |

### مرحلهٔ نهایی
دو تیم باقی‌مانده در این رقابت‌ها، در قالب بازی نهایی لیگ اروپا، ۱۸ مه ۲۰۱۶ در ورزشگاه سنت یاکوب پارک در شهر بازل سوئیس در مقابل همدیگر قرار گرفتند که در نهایت تیم سویا توانست با شکست تیم لیورپول قهرمان این دوره از رقابت‌ها شد. تیمی که لباس اول خودش را می‌پوشد (جهت اهداف سازمانی مسابقات) بعد از قرعه‌کشی مرحله نیمه‌نهایی، به صورت یک قرعه‌کشی اضافه انتخاب شد.
| لیورپول     | ۱–۳   | سویا                     |
| ----------- | ----- | ------------------------ |
| استوریج ۳۵' | گزارش | گمرو ۴۶' · کوکه ۶۴' (۷۰) |